# Levhart zanzibarský

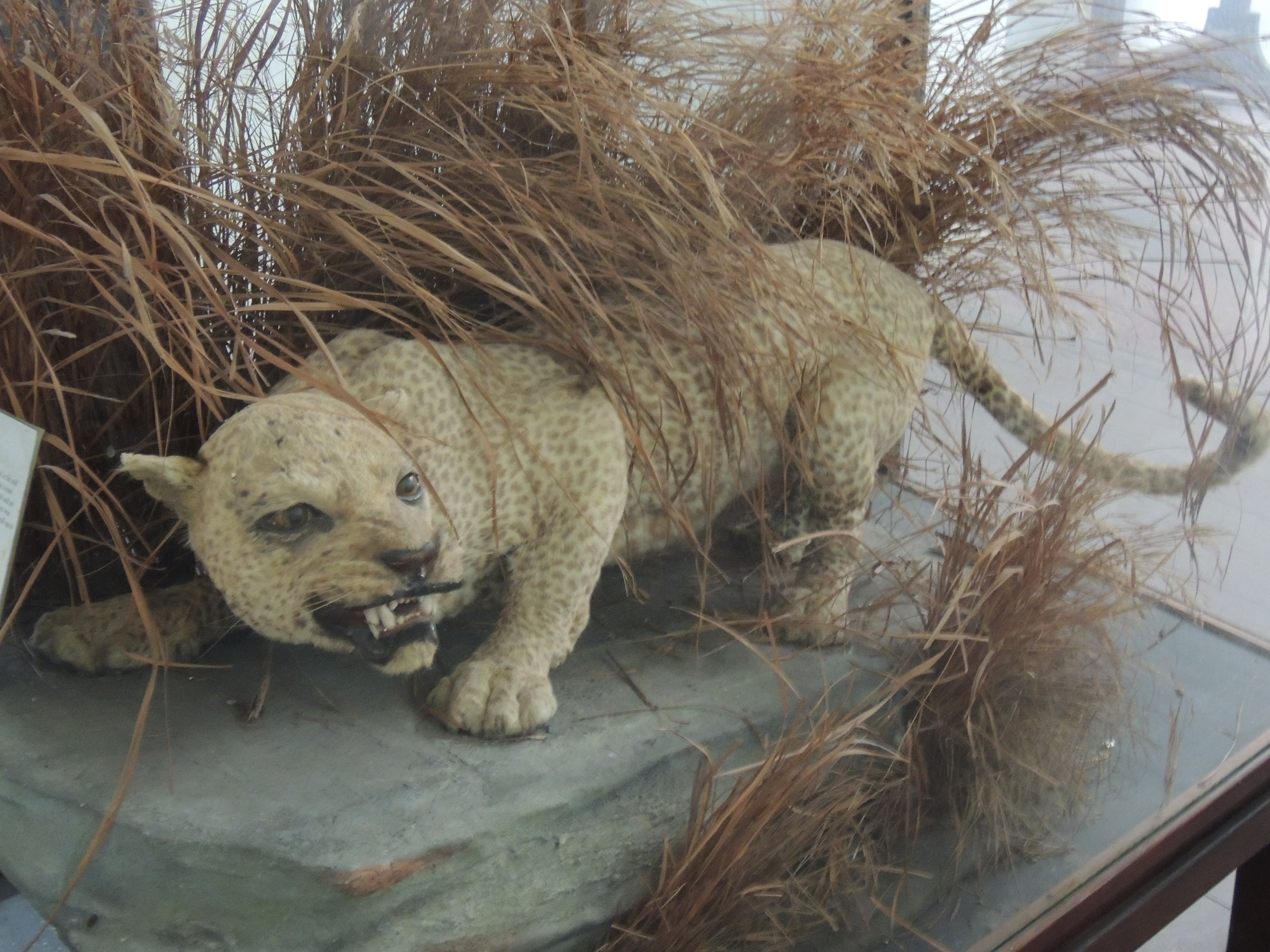
Model levharta zanzibarského vystavený v Zanzibar Natural History Museum

Levhart zanzibarský (Panthera pardus adersi) je regionální formou levharta afrického, dlouho považovanou za vyhynulou. Do 80. let 20. století byl označovaný za jeden z asi 20-30 poddruhů levharta skvrnitého. Levharta zanzibarského popsal Reginald Innes Pocock v roce 1932. Zvíře obývalo ostrov Zanzibar (Unguja), který má rozlohu 1666 km² a je součástí Zanzibarského souostroví, jež náleží k Tanzanii.

## Evoluce a taxonomie
Předpokládá se, že levhart zanzibarský žil v izolaci od pevninských populací levhartů afrických od konce poslední doby ledové. Během té doby došlo k celkovému zmenšení velikosti této šelmy a změně jejího zbarvení - srst se stala světlejší a rozety se rozpadly do menších skvrn. Přesto se ještě před genetickými výzkumy ozývaly hlasy, že tento levhart není tak výjimečný a neměl by být vyčleňován do samostatné subspecie. Například český zoolog Luděk Dobroruka byl přesvědčen o tom, že je typově velmi blízký levhartům z východního pobřeží Afriky a patří k jejich rase. Zatím definitivní nepotvrzení typu jako samostatného poddruhu pochází ze studie z roku 2001.

## Biologie a ekologie
O životě levharta zanzibarského máme jen minimum informací. Víme, že kromě divokých zvířat zabíjel i domácí a výjimečně napadal i děti domorodců. Dokud existovala životaschopná populace, nebyla cíleně studována ve volné přírodě. Rozsáhlejší pokusy proběhly až v 80. a 90. letech, ale výzkumy znesnadňovalo i to, že domorodci věří, že pokud někdo levharta spatří, neměl by se s tím nikomu svěřovat, jinak ho postihne neštěstí, tudíž bylo velmi obtížné získat jakékoliv informace. Vesničané měli na zvíře velmi negativní názor, považovali ho za nástroj kouzelníků a čarodějnic (wachawi), který je měl sužovat - zabíjet je a jejich dobytek a vůbec působit různé další zlé věci.

## Vyhubení a možné znovuobjevení
Hlavní příčinou postupného úbytku počtu levhartů byl růst lidské populace na ostrově a s tím související vzájemné konflikty. Dalším faktorem byl obchod a poptávka po levhartích kůžích a částech těl. Počty levhartů se od 19. století rychle snižovaly. V roce 1919 je britská správa zařadila mezi místní endemity, jejichž zabití vyžadovalo speciální povolení. Populace levharta se poněkud vzpamatovala a postupně rostla. Nicméně omezený lov stále probíhal. Například v letech 1939-1943 bylo usmrceno nejméně 23 levhartů. V roce 1950 se koloniální vláda sklonila před domorodými pověrami a obavami z této velké kočky a vyjmula levharta z chráněných druhů (bylo ho ale dovoleno zabíjet jen s pomocí čelových lamp). Dalším negativním impulzem bylo vyhlášení nezávislosti v roce 1964, po němž se počty usmrcených zvířat opět drasticky zvýšily. Nová vláda ho označila za škůdce a původce zlých kouzel s cílem zvíře na ostrově zcela vyhubit. Tato kampaň se nazývala Kitanzi. Do pronásledování se zapojily různé vrstvy obyvatel, jak vesničané, tak i třeba státem placená národní asociace lovců. Z 80. a začátku 90. let existují podrobné údaje o počtech ulovených levhartů - v letech 1985-1996 jich bylo zabito celkem 115. Na dlouhou dobu poslední důkazy o výskytu této šelmy pocházely z roku 1996. Šelma následně byla více než 20 let považována za vyhynulou. Průzkum provedený biologem Forrestem Galantem z roku 2018 nicméně její přítomnost zřejmě prokázal, když jí zachytil na fotopast a zdokumentoval ve svém pořadu na Animal Planet Extinct or Alive. Objevují se však názory, které tento objev zpochybňují.